# De la brièveté de la vie
De Brevitate vitæ
De la brièveté de la vie (De Brevitate vitæ) est un essai de philosophie morale écrit par Sénèque vers 49 ap. J.-C.. Dans cette œuvre, adressée à Paulinus, beau-père de Sénèque, ce dernier expose que pour atteindre le bonheur (qu'il décrit notamment dans La Vie heureuse), il faut consacrer son temps à la sagesse et non le perdre en activités stériles et inutiles.

## Résumé
Sénèque commence par exposer la thèse du traité : « la vie n'est pas trop courte, c'est nous qui la perdons ».
En effet, « la vie est assez longue et largement octroyée pour permettre d'achever les plus grandes entreprises, à condition qu'elle soit tout entière placée à bon escient » et « elle s'étend loin pour qui en dispose bien ».
Puis Sénèque explique comment nous gaspillons notre temps. Pour lui, de nombreux hommes courent après des plaisirs illusoires et éphémères, comme la gloire militaire ou la beauté, au lieu de se consacrer à eux-mêmes. L'auteur plaint aussi ceux qui sont accablés par la richesse, qui sont esclaves de leur vie professionnelle. De même, Sénèque s'interroge sur la valeur inestimable du temps, et regrette que ce dernier ne soit jamais vraiment considéré : « On ne trouve personne qui veuille partager son argent, mais chacun distribue sa vie à tout venant » et « personne ne te restituera tes années, personne ne te rendra à toi même », alors qu'on considère normal de rembourser une somme d'argent empruntée.
La douleur vaine, la joie stupide, le désir avide, la conversation flatteuse : tout cela nous fait perdre notre temps, et réduit en cendres la durée de notre existence. La cause de cette insouciance : chacun vit comme s'il devait vivre pour l'éternité, mais la fragilité de l'existence ne vient souvent que trop tard.
Sénèque enchaîne sur une série d'exemples historiques, prenant à témoin d'illustres personnages de l'antiquité pour soutenir sa thèse, parmi lesquels on trouve Auguste et Cicéron. 
Dans le passage suivant, Sénèque entreprend une longue description de ce qu'il appelle les « occupés », et de la manière dont ceux-ci perdent leur vie. Pour l'Auteur, les occupés désignent aussi bien les débauchés, qui passent leur temps dans l'ivresse et les plaisirs de la chair que les avares, les colériques, les mondains qui passent de banquet en banquet, les élèves ou les professeurs qui consacrent leur temps à des études inutiles ou les hommes d'affaires esclaves de leur travail. Tous se perdent et tournent en rond. La métaphore suivante illustre bien ce fait : 

« penses-tu qu'il a beaucoup navigué celui qu'une violente tempête a surpris à sa sortie du port, a poussé çà et là et, dans les tourbillons de vents contraires, a fait tourner en cercle dans un même périmètre ? Il n'a pas beaucoup navigué, mais il a été beaucoup ballotté »

En revanche, « celui qui consacre tout son temps à son usage personnel, qui organise toutes ses journées comme une vie entière, ne désire ni ne redoute le lendemain ». En outre, « la plus grande perte pour la vie, c'est l'ajournement[...]; il dérobe le présent en promettant l'avenir ».
Dans la partie qui suit (propositio), Sénèque explique que la vie des hommes occupés est extrêmement courte parce qu'elle manque de loisir. En apprenant et en pratiquant la sagesse (puisque c'est bien cela 'l'oisiveté' stoïcienne), le sage ou du moins l'aspirant à la sagesse peut construire sa vie de façon organisée et utile. « Les occupés ne savent pas se servir du temps et ne sont pas des hommes de loisir ». « Seuls sont hommes de loisir ceux qui se consacrent à la sagesse. Seuls ils vivent ; car non seulement ils protègent bien la durée qui leur appartient, mais ils ajoutent la totalité du temps au leur ». Le sage s'approprie son temps, mais aussi les siècles passés en étudiant les philosophes anciens et en suivant leurs préceptes. Les différentes écoles de philosophie sont qualifiées de « familles », qui ouvriront leurs portes aux aspirants à la sagesse. À défaut de pouvoir choisir sa vraie famille, on a toujours le choix dans laquelle on va vivre sa vie. Enfin, le temps ne peut rien contre la sagesse : « aucun âge ne l'abolira, aucun âge ne l'affaiblira ». 
Alors que les occupés « fuient une chose pour une autre et ne peuvent s'arrêter à un seul désir », « perdent le jour dans l'attente de la nuit, la nuit dans la crainte du jour », le sage est serein et n'a pas crainte de l'avenir.
L'œuvre se conclut sur une exhortation à Paulinus de suivre les préceptes de Sénèque, et la péroraison (conclusion d'un développement oratoire) incite les hommes à ne pas attendre leur retraite pour profiter de leur vie, mais d'en profiter tout le temps en cultivant leur goût des loisirs. De même, la retraite ne doit pas signifier l'arrêt de toute activité, en particulier de pratiquer les préceptes de la sagesse. « Le désir de travail survit à la capacité de travailler ».

## Destinataire de l'œuvre
Le traité est adressé à Paulinus (ad Paulinum), haut fonctionnaire de l'Empire et préfet de l'annone. Il a été identifié avec Pompeius Paulinus. Il s'agit d'un important armateur d'Arles qui fut préfet de l'annone de 48 à 55. Sénèque avait épousé en secondes noces, en 49 à son retour d'exil, sa fille Pompeia Paulina. Il s'adresse donc à son beau-père.

## Traductions
- Abel Bourgery, Les Belles Lettres, 1930  (ISBN 978-2251012322)
- Colette Lazam, Rivages, 1991  (ISBN 978-2869304840)
- Xavier Bordes, Mille et une nuits, 1994  (ISBN 978-2842053253)
- François Rosso, Arléa, 1995  (ISBN 978-2869592278)
- José Kany-Turpin, Flammarion, 2005  (ISBN 978-2080712448)
- Emmanuel Naya, Ellipses, 2006  (ISBN 978-2729825034)

## Le texte
- De la brièveté de la vie, version audioje